# مسجد ملثورو وكيلثيرو
مسجد ملثورو وكيلثيرو (بالإنجليزية : Meltheru and Keeltheru Mosques) يوجد المسجد في منطقة كوتاي (فورت)، ومحلة مشهور في مدينة سالم في ولاية تاميل نادو إلى الجنوب من الهند، والتي كان يحكمها سلاطين هيدرالي وتيبو في القرون السابقة، تخضع مساجد للإدارة من قبل مجموعة اثنين من الأمناء .

## وصلات خارجية
- ألبوم صور المسجد